# Liste der Mitglieder der Schleswigschen Ständeversammlung 1838
Diese Liste nennt die Mitglieder der Schleswigschen Ständeversammlung in der zweiten Wahlperiode 1838.

## Zusammensetzung
- 1 Virilstimme für den Chef des Hauses Schleswig-Holstein-Sonderburg-Augustenburg
- 4 allerhöchst ernannte Vertreter der Schleswig-Holsteinischen Ritterschaft
- 2 allerhöchst ernannte Geistliche
- 1 allerhöchst ernannten Vertreter der Universität Kiel
- 5 von den Besitzern adliger und anderer großer Güter gewählte Abgeordnete
- 17 von den kleineren Landbesitzern gewählte Abgeordnete
- 12 von den Einwohnern der Städte gewählte Abgeordnete
- 2 von den Angesessenen in 2 gemischten Distrikten gewählte Abgeordnete

Der königliche Kommissar bei der Ständeversammlung war Johann Paul Höpp.

## Abgeordnetenliste
| Titel                                              | Name                                                                        | Wählergruppe                               | Wahlbezirk Nr.               | Anmerkung             |
| -------------------------------------------------- | --------------------------------------------------------------------------- | ------------------------------------------ | ---------------------------- | --------------------- |
| Herzog                                             | Christian August von Schleswig-Holstein-Sonderburg-Augustenburg (1798–1869) | Schleswig-Holstein-Sonderburg-Augustenburg |                              |                       |
| Geheimer Conferenzrath und Klosterprobst zu Lindau | von Ahlefeld                                                                | Ritterschaft                               |                              |                       |
| Kammerherr zur Grafschaft Reventlow                | Christian Detlev Graf von Reventlow                                         | Ritterschaft                               |                              |                       |
| Geheimer Conferenzrath zu Rastorf                  | Graf von Rantzau                                                            | Ritterschaft                               |                              |                       |
| Kammerherr und Landrath zu Olpenitz                | Ernst Carl von Ahlefeldt                                                    | Ritterschaft                               |                              |                       |
| Kirchenprobst in Schleswig                         | Nicolaus Theodor Boysen                                                     | Geistliche                                 |                              |                       |
| Pastor in Adelby                                   | Lorenz Lorenzen                                                             | Geistliche                                 |                              |                       |
| Professor an der Universität Kiel, Staatsrat       | Niels Nikolaus Falck                                                        | Universität Kiel                           |                              | Präsident             |
| Landsasse zu Schönhagen                            | Paul Paulsen Henningsen                                                     | adlige und größere Güter                   |                              |                       |
| Kammerherr, Herr auf Gut Loitmark                  | Franz Ludwig von Warnstedt                                                  | adlige und größere Güter                   |                              |                       |
| Hofjägermeister zu Birkenmoor                      | Gabriel Friedrich Schreiber von Cronstern                                   | adlige und größere Güter                   |                              |                       |
| Landsasse zu Rundhof                               | Christian August (IV.) von Rumohr                                           | adlige und größere Güter                   |                              |                       |
| Landsasse zu Freienwillen                          | Carl Friedrich Vollertsen                                                   | adlige und größere Güter                   |                              |                       |
| Kirchspielvogt in Schottburg                       | Thomas Thomsen                                                              | kleinere Landbesitzer                      | 1. Distrikt                  |                       |
| Hofbesitzer in Dalbye                              | Andreas Petersen                                                            | kleinere Landbesitzer                      | 2. Distrikt                  |                       |
| Hofbesitzer in Lilhold                             | Nis Lorenzen                                                                | kleinere Landbesitzer                      | 3. Distrikt                  |                       |
| Hufner in Raepstedt                                | Thies Hansen Steenholdt                                                     | kleinere Landbesitzer                      | 4. Distrikt                  |                       |
| Sandmann in Satrup                                 | Peter Alexandersen                                                          | kleinere Landbesitzer                      | 5. Distrikt                  |                       |
| Bohlsmann aus Ulkebüll                             | Christian Bonefeldt                                                         | kleinere Landbesitzer                      | 6. Distrikt                  |                       |
| Hofbesitzer auf Meierholm                          | Peter Todsen                                                                | kleinere Landbesitzer                      | 7. Distrikt                  |                       |
| Inspektor im Christian-Albrechts-Koog              | Lorenzen                                                                    | kleinere Landbesitzer                      | 8. Distrikt                  |                       |
| Hufner in Langballig                               | Hans Hansen                                                                 | kleinere Landbesitzer                      | 9. Distrikt                  |                       |
| Landmesser in Essebüll                             | Jens Paulsen                                                                | kleinere Landbesitzer                      | 10. Distrikt                 |                       |
| Professor in Schleswig                             | Hans Hensen                                                                 | kleinere Landbesitzer                      | 11. Distrikt                 |                       |
| Advocat in Husum                                   | Johann Casimir Storm                                                        | kleinere Landbesitzer                      | 12. Distrikt                 |                       |
| Rathmann in Tating                                 | Boy Hamkens                                                                 | kleinere Landbesitzer                      | 13. Distrikt                 |                       |
| Hufner in Nübbel                                   | Sievers                                                                     | kleinere Landbesitzer                      | 14. Distrikt                 | Claus?                |
| Erbpachtsmüller zu Schnaap                         | Friederich Carl Müller                                                      | kleinere Landbesitzer                      | 15. Distrikt                 |                       |
| Hofbesitzer in Obdrup                              | Friedrich August Wethje                                                     | kleinere Landbesitzer                      | 16. Distrikt                 |                       |
| Gerichtshalter in Nordflov                         | Claus Jaspersen                                                             | kleinere Landbesitzer                      | 17. Distrikt                 |                       |
| Agent                                              | Heinrich Jensen                                                             | Städte                                     | 1. Distrikt (Flensburg)      |                       |
| Kaufmann                                           | Nielsen                                                                     | Städte                                     | 2. Distrikt (Flensburg)      |                       |
| Kammerherr, Land- und Obergerichtsrath             | Magnus Graf von Moltke                                                      | Städte                                     | 3. Distrikt (Schleswig)      |                       |
| deputierter Bürger                                 | Berwald                                                                     | Städte                                     | 4. Distrikt (Schleswig)      |                       |
| Prinz                                              | Friedrich zu Schleswig-Holstein-Sonderburg-Augustenburg                     | Städte                                     | 5. Distrikt (Eckernförde)    |                       |
| Bürgermeister                                      | Jan Jelles Schütt                                                           | Städte                                     | 6. Distrikt (Friedrichstadt) |                       |
| Rathsverwandter                                    | Johann Christian Heide                                                      | Städte                                     | 7. Distrikt (Sonderburg)     |                       |
| Kaufmann                                           | Peter Hjort Lorenzen                                                        | Städte                                     | 8. Distrikt (Hadersleben)    |                       |
| Rathsverwandter                                    | Peter Heinrich Rehder                                                       | Städte                                     | 9. Distrikt (Husum)          |                       |
| Justizrath                                         | Dröhse                                                                      | Städte                                     | 10. Distrikt (Tondern)       |                       |
| Senator                                            | Peter Christian Schmidt                                                     | Städte                                     | 11. Distrikt (Tönning)       |                       |
| Stadtkassierer                                     | Jens Clausen Klestrup                                                       | gemischte Distrikte                        |                              | 1. Distrikt (Aroe)    |
| Kämmerer                                           | Jacob Wilder                                                                | gemischte Distrikte                        |                              | 2. Distrikt (Fehmarn) |